# Nasciturus (Deutschland)
Als Nasciturus (lateinisch ‚der geboren werden wird‘) wird im Recht Deutschlands das bereits gezeugte, aber noch ungeborene Kind bezeichnet. Die Zeugung meint hier die Einnistung der Zygote in die Gebärmutterschleimhaut (Nidation), sodass ab diesem Zeitpunkt der Embryo auch als Nasciturus gilt. Vor der Nidation wird er als Nondum conceptus bezeichnet.

## Grundrechtliche Stellung des Nasciturus
Im deutschen Recht ist der Nasciturus (nach Rechtsprechung des Bundesverfassungsgerichts sowie herrschender Auffassung) Träger der Menschenwürde nach Art. 1 Abs. 1 S. 1 GG. Das Bundesverfassungsgericht begründet dies damit, dass auch der Nasciturus ab der Nidation ein einmaliges und unverwechselbares Wesen ist, da sich das ungeborene Kind nicht zum Menschen, sondern als Mensch entwickelt. Aus dem Schutz der Menschenwürde folgt, dass eine Aufrechnung von Leben gegen Leben grundsätzlich unzulässig ist.
Dass der Nasciturus aufgrund dessen unter den Wirkungsbereich des Rechts auf Leben fällt, hat das Bundesverfassungsgericht festgestellt. Nach der dementsprechend herrschenden Ansicht in der Rechtslehre ist auch das ungeborene Leben in den Schutzbereich des Grundrechts auf Leben und körperliche Unversehrtheit einbezogen. Nach einer anderen Ansicht, die zumeist in physiologischen Konzepten begründet ist, nimmt der grundrechtliche Schutz zu, je weiter der Nasciturus entwickelt ist und je näher er der Geburt kommt. In jedem Fall entwickelt der Nasciturus eine eigenständige, von der Rechtsordnung zu schützende Position, die eine Schutzpflicht des Staates gegenüber Verletzungen Dritter begründet. Ein Instrument, um dieser Schutzpflicht nachzukommen, stellen die unten genannten strafrechtlichen Vorschriften dar.
Der Schutz des Nasciturus wurde auch im Schriftlichen Bericht des Hauptausschusses des Parlamentarischen Rats angesprochen, der ausführt, dass „mit der Gewährleistung des Rechts auf Leben auch das keimende Leben geschützt [hat] werden sollen“.

## Strafrechtliche Stellung des Nasciturus
Da das ungeborene Leben nach den zwei Urteilen des Bundesverfassungsgerichts zum Schwangerschaftsabbruch Träger der Menschenwürde ist, müssen Verletzungen des Lebensrechts auch gesetzlich geahndet und verfolgt werden. Strafrechtlich wird der Nasciturus durch § 218 ff. StGB (Schwangerschaftsabbruch) geschützt, nicht jedoch durch § 212 StGB (Totschlag). „Mensch“ meint dort nach herrschender Auffassung und ständiger Rechtsprechung jenen ab Beginn der Geburt. Bei § 218 StGB handelt es sich um ein Tötungsdelikt, da es wie andere Delikte im 16. Abschnitt als Straftat gegen das Leben geregelt wird. Die strafrechtliche Privilegierung des Schwangerschaftsabbruchs im Vergleich zum Totschlag ergibt sich aus dem ethischen Spannungsfeld, das der Gesetzgeber auszugleichen versucht: Wenn dem ungeborenen Menschen in gleicher Weise wie dem geborenen Menschen das Recht auf Leben und körperliche Unversehrtheit zugesprochen wird, folgt hieraus auch der strafrechtliche Schutzanspruch des Nasciturus.
Auf der einen Seite steht daher das binnenlogische Argument, den grundrechtlich geschützten Nasciturus durch die Strafandrohung aus § 218 StGB zu schützen. Auf der anderen Seite betont das Bundesverfassungsgericht, dass der Gesetzgeber Frauen in im Gesetz festzulegenden moralischen Ausnahmesituationen keine Pflicht zum Austragen des Kindes auferlegen muss. Daher kann der Gesetzgeber nach dem Kriterium der Unzumutbarkeit auch einzelne gesetzliche Regelungen zur strafrechtlichen Rechtfertigung des Schwangerschaftsabbruchs schaffen, wie sie derzeit in § 218a StGB Absatz 2 und Absatz 3 abgebildet sind. Die Straffreistellung im Falle einer Beratung innerhalb der ersten zwölf Wochen im Absatz 1 wird hingegen damit erklärt, dass eine Strafandrohung in einem als höchstpersönlich empfundenen Konflikt der Frau möglicherweise einen wirksamen Schutz des ungeborenen Lebens behindern könnte. Diese Regelung ist freilich höchst umstritten. So wird auf der einen Seite betont, dass der strafrechtliche Schutz des Nasciturus nicht ausreichend sei, um den staatlichen Schutzpflichten gerecht zu werden. Auf der anderen Seite wird angeführt, dass es nicht Aufgabe des Gesetzgebers sei, Frauen in Notsituationen zusätzlich noch durch § 218 StGB zu kriminalisieren. Zudem zeige ein Vergleich mit Ländern mit strengeren strafrechtlichen Vorschriften, dass die Abtreibungszahlen dort höher seien und sich Frauen zudem in kriminelle Milieus begeben müssten, wenn staatlich flankierte Angebote hierfür fehlten.
Im Ergebnis wird sich dieser Konflikt kaum lösen lassen. So wiesen bereits die Richter Mahrenholz und Sommer in ihrem Sondervotum zum Urteil des Bundesverfassungsgericht vom 28. Mai 1993 darauf hin, dass sich der Gesetzgeber in diesem Bereich „an der Grenze der Regelungsfähigkeit“ befände.

## Weitere rechtlichen Vorschriften zum Nasciturus
Im Zivilrecht ist der Nasciturus nach der Definition des § 1 BGB nicht rechtsfähig, wird jedoch durch zivilrechtliche Sondervorschriften geschützt. Beispielsweise kann der Nasciturus Erbe sein, wenn er zum Zeitpunkt des Erbfalls bereits gezeugt war (§ 1923 Abs. 2 BGB). Nach dieser Vorschrift kann ein Kind, das beim Erbfall noch nicht geboren, aber schon gezeugt ist, Erbe sein, wenn es nach dem Erbfall lebend geboren und damit rechtsfähig wird. Das Kind wird rechtlich so behandelt, als wäre es vor dem Erbfall geboren (gesetzliche Fiktion). Zudem genießt der Nasciturus über § 823 ff. BGB deliktsrechtlichen Schutz vor vorgeburtlichen Schädigungen. Dem Nasciturus kann ein gesetzlicher Vertreter, der Leibesfruchtpfleger (§ 1912 BGB), seitens des Familiengerichtes bestellt werden. Aufgabe des Leibesfruchtpflegers ist z. B. die Geltendmachung obengenannter Erbansprüche, aber auch die Zustimmung zur vorgeburtlichen Vaterschaftsanerkennung, Namenserteilung sowie Sorgeerklärung. Die Leibesfruchtpflegschaft endet mit der Geburt des Kindes.
Ein besonderer Fall liegt vor, wenn ein Ungeborenes durch einen Versicherungsfall der Mutter geschädigt wird: Es erhält dann nach der Geburt alle medizinischen Leistungen und Entschädigungen von dem für die Mutter zuständigen Träger der gesetzlichen Unfallversicherung, als wäre es selbst zum Zeitpunkt des Unfalls versichert gewesen (§ 12 SGB VII).
Zusammengefasst lässt sich sagen, dass der Nasciturus dem bereits Geborenen teilweise insoweit gleichgestellt wird, als es ihm zu seinem Vorteil gereicht (“Nasciturus pro iam nato habetur, quotiens de commodis eius agitur”).
Gegen Schädigungen durch die Schwangere ist der Nasciturus nur stark eingeschränkt geschützt. Insbesondere sind die Körperverletzungsdelikte (§§ 223 ff. StGB) auf Ungeborene nicht anwendbar. Gerichtliche Schutzmaßnahmen nach § 1666 BGB sind nach der herrschenden Meinung zwar zulässig, praktisch aber kaum zum Schutz des Nasciturus geeignet.

## Einordnung in Systematik der Rechtssubjekte
| Stiftung Anstalt Körperschaft Gebietskörperschaft Personalkörperschaft Verbandskörperschaft Realkörperschaft |

| Rechtsfähige Stiftung Körperschaft Eingetragene Genossenschaft Eingetragener Verein Altrechtlicher Verein Versicherungsverein auf Gegenseitigkeit Kapitalgesellschaft Aktiengesellschaft Investmentaktiengesellschaft REIT-Aktiengesellschaft Gesellschaft mit beschränkter Haftung Kommanditgesellschaft auf Aktien Unternehmergesellschaft (haftungsbeschränkt) |